# Santa Cruz (Zambales)
Santa Cruz ist eine philippinische Stadtgemeinde in der Provinz Zambales. Sie hat 58.151 Einwohner (Zensus 1. August 2015).

## Baranggays
Santa Cruz ist politisch in 28 Baranggays unterteilt.
| - Acoje - Babuyan - Bangcol - Bayto - Biay - Bolitoc - Bulawon - Canaynayan - Gama - Guinabon - Guisguis - Lipay - Lomboy - Longos | - Lucapon North - Lucapon South - Malabago - Mapalad - Naulo - Pagatpat - Pamonoran - Poblacion North - Poblacion South - Sabang - San Fernando - Tabalong - Tubotubo North - Tubotubo South |